# Herbert Schneider (Schriftsteller)

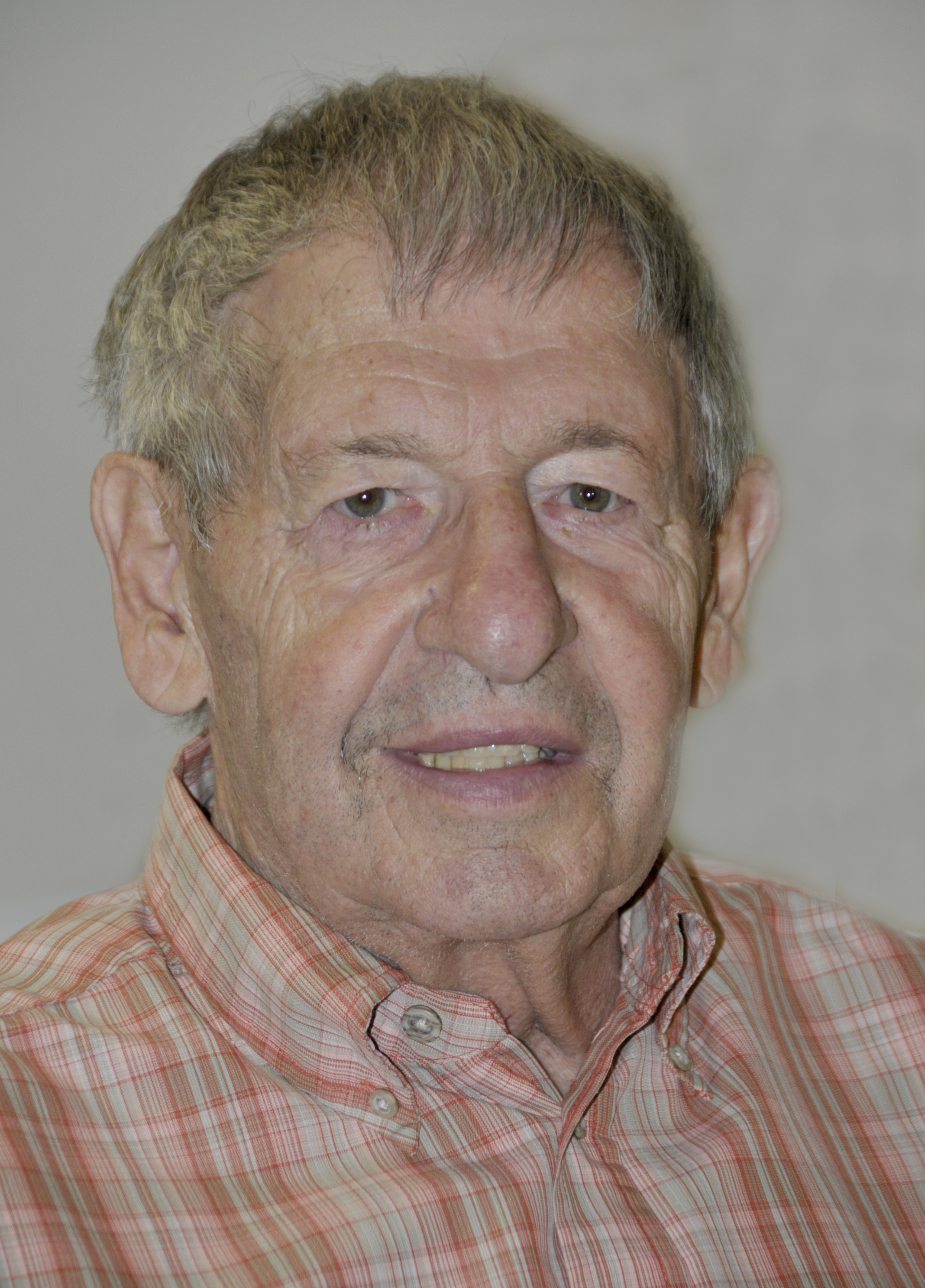
Herbert Schneider, 2008

Herbert Schneider (* 8. Oktober 1922 in München-Schwanthalerhöhe; † 11. Januar 2022 in Ebersberg) war ein deutscher Journalist und Autor.

## Leben
Nach dem Notabitur musste Herbert Schneider zum Kriegsdienst. Seinen Berufswunsch nach 1945 Radrennfahrer zu werden, konnte er nicht realisieren. So wurde er Journalist  und Schriftsteller. Seit 1950 arbeitete er als Redakteur und Kolumnist beim Münchner Merkur. Mit 27 Jahren wurde er zum jüngsten Mitbegründer der Autorenvereinigung Münchner Turmschreiber. Viele Jahre war Schneider auch als Kolumnist bei der tz tätig. Im Laufe der Jahre schrieb er über 5000 Kolumnen, Geschichten, Glossen, Kommentare, Gedichte, Aphorismen und veröffentlichte als einer der ersten Mundartautoren über Milieu, Kolorit und Seele der Münchner mit Gemüt, Witz und leiser Ironie.
Schneider lebte in Ebersberg und hatte einen Sohn und eine Tochter.

## Werke (Auswahl)
- 1958 Kinder der Bavaria: Bairische Gedichte. Münchener Zeitungsverlag, München
- 1961 Karl May in der Lederhose. Lama-Verlag, München
- 1978 Maxl und Muschi, Verlag W. Ludwig, Pfaffenhofen, ISBN 3-7787-3138-6
- 1981 Die Nibelungen in Bayern, Verlag W. Ludwig, Pfaffenhofen, ISBN 3-7787-3187-4
- 1981 Almarausch und Wadlstrümpf, Verlag W. Ludwig, Pfaffenhofen, ISBN 3-7787-3187-4
- 1981 D’ Münchner Rass’, Verlag W. Ludwig, Pfaffenhofen, ISBN 3-7787-3187-4
- 1981 Bairisches Federspiel, Verlag W. Ludwig, Pfaffenhofen, ISBN 3-7787-3187-4
- 1981 Gedichte, Verlag W. Ludwig, Pfaffenhofen, ISBN 3-7787-3187-4
- 1982 Balladen und Co, Verlag W. Ludwig, Pfaffenhofen, ISBN 3-7787-3209-9
- 1982 Was geschah im Kopf der Bavaria, Verlag W. Ludwig, Pfaffenhofen, ISBN 3-7787-3215-3
- 1983 Langläufer leben länger mit Ernst Hürlimann, Verlag J. Berg, München, ISBN 3-7634-0479-1
- 1995 Bayrisch glebt mit Hermut G. Geipel, Bayerland, Dachau, ISBN 978-3-8925-1204-2
- 2000 Bayerische Seiten aufblättern, Turmschreiber Verlag, Pfaffenhofen, ISBN 3-930156-64-4
- 2000 Münchner Leben mit Hermut G. Greipel, Bayerland, Dachau, ISBN 978-3-8925-1296-7
- 2002 Aus dem Schneider, Rosenheimer Verlag, Rosenheim, ISBN 3-475-53352-9
- 2009 Spruchreif: 1111 × kurz und bairisch, Verlag W. Ludwig, Pfaffenhofen, ISBN 978-3-938575-11-6
- 2013 Mia san Bayern, 4. Auflage, Rosenheimer Verlag, Rosenheim, ISBN 978-3-4755-4167-4
- 2013 A bsondra Tag, Sprüche und Geschichten für die Weihnachtszeit, 11. Auflage, Bayerland, Dachau, ISBN 978-3-8925-1443-5
- 2016 Lauter Viechereien, Bayerland, Dachau, ISBN 978-3-8925-1484-8
- 2017 Maßgeschneidert durchs Jahr, Bayerland, Dachau, ISBN 978-3-8925-1494-7

## Diskografie
- 1985 Maßgeschneidert, United Sounds (Vinyl Langspiel Schallplatte)
- 2016 Das Schönste vom Schwager, (CD), TeBiTo Musik- und Hörbuchverlag, Pliening, ISBN 978-3-946070-02-3

## Auszeichnungen
- 1962 Literaturpreis der Landeshauptstadt München
- 1969 Bayerischer Poetentaler
- 1970 Ludwig-Thoma-Medaille
- 1986 Ernst-Hoferichter-Preis
- 1990 Sigi-Sommer-Literaturpreis
- 2011 Bayerischer Verdienstorden[4]